# Verbascum pseudobalcanicum
Verbascum pseudobalcanicum är en flenörtsväxtart som beskrevs av Johann Christoph Röhling. Verbascum pseudobalcanicum ingår i släktet kungsljus, och familjen flenörtsväxter. Inga underarter finns listade i Catalogue of Life.